# Panama Canal Authority
Panama Canal Authority (Panamakanalmyndigheten)  förvaltar och administrerar Panamakanalen, vilken förbinder Panamabukten i Stilla havet med Karibiska havet och Atlanten. På spanska heter bolaget Autoridad del Canal de Panamá (ACP).